# 南京 引き裂かれた記憶
『南京 引き裂かれた記憶』（なんきん ひきさかれたきおく）は、2007年制作の日本のドキュメンタリー映画。

## 概要
約10年をかけてインタビュアー自らの足で探し出した南京大虐殺の中国人被害者や加害者の元日本兵500人以上を取材した中から、7名の証言を取り上げて制作したドキュメンタリー映画である。
2009年12月の「南京・史実を守る映画祭2009」でも上映された。

## スタッフ
- 監督：武田倫和
- 撮影：松岡環、林伯耀、武田倫和
- 編集：武田倫和
- 構成：武田倫和